# Aleksandra Ziółkowska

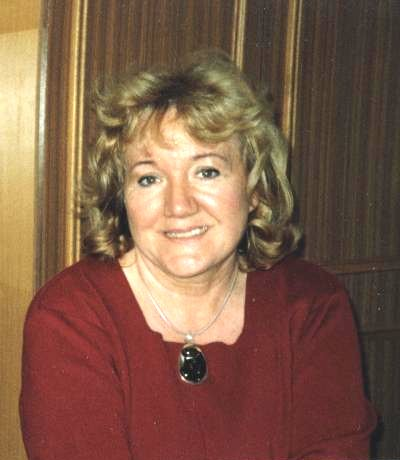
Aleksandra Ziółkowska-Boehm

Aleksandra Ziółkowska-Boehm, także Aleksandra Ziolkowska-Boehm (ur. 15 kwietnia 1949 w Łodzi) – polska pisarka, od 1990 mieszka w Stanach Zjednoczonych.

## Życiorys
Córka Henryka i Antoniny z Laśkiewiczów, siostra starszego brata Henryka i młodszego Krzysztofa. Według wspomnieniowej książki Ulica Żółwiego Strumienia, miłość do książek wzbudził w niej ojciec, a podziw do pięknych głosów matka, która ponad 50 lat śpiewała w kościelnym chórze.
Aleksandra Ziółkowska ukończyła filologię polską na Uniwersytecie Łódzkim (1968–1973), w 1978 obroniła doktorat nauk humanistycznych na Uniwersytecie Warszawskim. W latach 1972–1974 była asystentką i sekretarką Melchiora Wańkowicza; pisarz zadedykował jej Karafkę La Fontaine’a i zapisał w testamencie swoje archiwum. W 1975 przebywała w Oksfordzie na stypendium Oxford Language Centre. W latach 1977–1981 wchodziła w skład Redakcji Repertuaru Teatru Telewizji Polskiej, m.in. prowadziła biuletyn „Teatr Polskiej Telewizji”, organizowała konkursy na scenariusze.
W 1981 wyjechała na kolejne stypendium zagraniczne (Ministerstwa Kultury rządu prowincji Ontario, Kanadyjsko-Polskiego Instytutu Naukowego w Toronto i Fundacji Adama Mickiewicza w Toronto), tym razem do Toronto. W 1985 uzyskała stypendium waszyngtońskiego Institute of International Education (Fulbright), w 1990 stypendium Fundacji Kościuszkowskiej w Nowym Jorku. Od 1990 mieszka w Stanach Zjednoczonych, w Wilmington. Regularnie odwiedza Polskę. 2006–2007 stypendystka Fulbrighta na Wydziale Historii Uniwersytetu Warszawskiego.
Należy m.in. do Stowarzyszenia Autorów ZAiKS w Warszawie (od 1976), Stowarzyszenia Pisarzy Polskich (od 1990), Związku Pisarzy Polskich na Obczyźnie w Londynie (od 1994), Fundacji Kościuszkowskiej w Nowym Jorku (od 1991), Polskiego Instytutu Naukowego w Ameryce (od 1991), Polish American Historical Association (Central Connecticut State University, New Britain, od 2012), Polish Heritage Society of Philadelphia, Instytutu Józefa Piłsudskiego w Nowym Jorku (od 2012), Amerykańskiego PEN Clubu w Nowym Jorku (od 1998), Fulbright Association (od 2007).
Od 2005 członkini zarządu Fundacji im. Stefana Korbońskiego w Waszyngtonie ; Członkini Zarządu PUL Polski Uniwersytet Ludowy, Filadelfia (od 2015). Jurorka nagrody literackiej londyńskiego Związku Pisarzy na Obczyźnie (ZPPnO) (od 2011).
Otrzymała m.in. nagrody: Miesięcznika Reporterów „Kontrasty” (1988), „Złoty Exlibris” Książnicy Pomorskiej (2001), The Delaware Division of the Arts Award in the Literature-Creative Nonfiction discipline (2006), Fulbright Award (2008), Nagrodę Literacką Związku Pisarzy Polskich na Obczyźnie, Londyn 2007. 12 stycznia 2014 otrzymała medal Ignacego Paderewskiego nadany przez Stowarzyszenie Weteranów Armii Polskiej w Ameryce (SWAP). W 2014 w konkursie przeprowadzonym przez portal „Historia Łodzi” pt. „Wybieramy najwybitniejszych łodzian” uzyskała 2. miejsce. W 2014 roku – Nagrodę czytelników z Łodzi związanych z Księgarnią Wojskową im. Stefana Grota Roweckiego. Postanowieniem Prezydenta RP z 20 czerwca 2014 otrzymała Złoty Krzyż Zasługi. W październiku 2014 otrzymała złotą odznakę Honorową Stowarzyszenia Ksiegarzy Polskich. W styczniu 2015 otrzymała Skalny Civic Achievement Award, [The Polish American Historical Association] (PAHA), Central Connecticut State University, New Britain; za promocję kultury polskiej za granicą Brązowy Medal „Zasłużony Kulturze Gloria Artis” (2015); Nagrodę literacką Fundacji im. Turzańskich (Toronto, 2015), Polish Heritage Society of Philadelphia Award (“in recognition of her literary accomplishments”), (2018); Fundacja Kultury i Dziedzictwa Ormian Polskich – Wyrazy Uznania i Sympatii – (Warszawa, 30 października 2019); Nagrodę „Świadek Historii” („w uznaniu szczególnych zasług w upamiętnianiu Historii Narodu Polskiego”, Instytut Pamięci Narodowej, Warszawa 2019), Albert Nelson Marquis Lifetime Achievement Award by Marquis Who’s Who (2020), Wybitny Polak w USA (nagroda, 2020; Stowarzyszenie Pangea Network USA oraz Fundacja Polskiego Godła Promocyjnego „Teraz Polska”); tytuł „Absolwent VIP Uniwersytetu Łódzkiego” (2021); Nagroda Fundacji im. Janusza Kurtyki w Konkursie Przeszłość/Przyszłość w kategorii Polonia i Polacy za granicą za książki promujące polską historię (2022). Tytuł Honorowego Członka Stowarzyszenia „Hubalowa Rodzina” („autorce wielu książek o losach żołnierzy Oddziału Wydzielonego Wojska Polskiego mjr Hubala), m.in. o Romualdzie Rodziewiczu; (20.08.2022)
Podróże z moją kotką uzyskały nadany przez księgarzy tytuł „Książka Tygodnia” (22–23 grudnia 2002), Kaja od Radosława, czyli historia Hubalowego krzyża – nagrodę Związku Pisarzy Polskich na Obczyźnie (Londyn 2007), Otwarta rana Ameryki była nominowana do nagrody Angelus (2008), Dwór w Kraśnicy i Hubalowy Demon do nagrody Książka historyczna roku i do nagrody literackiej im. W. Reymonta (2010). Za tę książkę autorka otrzymała obywatelstwo honorowe gminy Sławno, także medal 25-lecia samorządu gminy Sławno, tytuł i statuetkę „Przyjaciela Szkoły im. Wandy i Henryka Ossowskich” w Kunicach.
Autorka artykułów publikowanych m.in. w „Odrze”, „Arkuszu”, „Rzeczpospolitej”, „Przekroju”, „Polityce”, „Przeglądzie Powszechnym”, „Twoim Stylu”, „Voyage”, oraz pismach zagranicznych – „Zeszytach Historycznych” (Paryż), „Kulturze” (Paryż), „Nowy Dziennik” (Nowy Jork), „Pamiętnik Literacki” (Londyn) „Nowy Kurier” (Toronto), „Sarmatian Review” (Houston), „Periphery” (Ann Arbor), „The Chesterton Review”, „Dialogue and Universalism”, „The Polish Review” (Nowy Jork).
Jej stryjem był rzeźbiarz Korczak Ziółkowski, który w Dakocie Południowej rzeźbił w skałach pomnik wodza indiańskiego Szalonego Konia (po jego śmierci prace kontynuuje jego rodzina). Mąż: Norman Boehm, autor: From a Small Town to the Big World; syn: Tomasz Tomczyk (Thomas Tomczyk), dziennikarz, wydawca, założyciel i redaktor miesięczników Bay Islands Voice, Motmot Magazine, Paya Magazine, autor: Roatan Magic Hidden Jewel of the Western Caribbean; Sorrenti A Designer’s Life.

## Twórczość
W Polsce
- Blisko Wańkowicza (1975, 1978, 1988)[22], ISBN 83-08-01917-X.
- Z miejsca na miejsce (1983, 1986, 1997, 2012)[23][24], ISBN 83-08-00982-4; ISBN 83-7021-009-0; ISBN 83-904286-6-0, ISBN 978-83-244-0189-5.
- Kanada, Kanada... (1986)[25], ISBN 83-7021-006-6.
- Diecezja łódzka i jej biskupi (1987)[26], ISBN 83-85022-007.
- Moje i zasłyszane (1988)[27], ISBN 83-07-01275-9.
- Kanadyjski senator (1989), ISBN 83-7021-023-6.
- Na tropach Wańkowicza (1989, 1999)[28], ISBN 83-85000-32-1; ISBN 83-7180-349-4; uzupełnione wznowienie: Na tropach Wańkowicza po latach (2009)[29][30], ISBN 978-83-7648-261-3.
- Proces Melchiora Wańkowicza 1964 (1990)[31], ISBN 83-85135-08-1.
- Nie tylko Ameryka (1992)[32], ISBN 83-900358-1-2.
- Korzenie są polskie (1992)[33], ISBN 83-7066-406-7.
- Ulica żółwiego strumienia (1995, 2004)[2], ISBN 83-900358-5-5, ISBN 83-7163-263-0.
- Amerykanie z wyboru i inni (1998)[34], ISBN 83-900358-7-1.
- Podróże z moją kotką (2002, 2004)[35], ISBN 83-88576-90-9, ISBN 83-7386-102-5.
- Nie minęło nic, prócz lat (2003) z Szymonem Kobylińskim[36], ISBN 83-7386-045-2.
- Kaja od Radosława, czyli historia Hubalowego krzyża (2006, 2014)[37], ISBN 83-7319-975-6, ISBN 978-83-7758-635-8.
- Otwarta rana Ameryki (2007)[38], ISBN 978-83-7167-556-0.
- Dwór w Kraśnicy i Hubalowy Demon (2009, 2015)[39][40], ISBN 978-83-06-03221-5.
- Lepszy dzień nie przyszedł już (2012)[41][42][43], ISBN 978-83-244-0189-5.
- Ingrid Bergman prywatnie (2013)[44][45], ISBN 978-83-7839-518-8.
- Druga bitwa o Monte Cassino i inne opowiesci (2014)[46][47], ISBN 978-83-244-0363-9.
- Wokół Wańkowicza, Warszawa, PIW 2019[48], ISBN 978-83-66272-13-2.
- Pisarskie delicje, Warszawa, Bellona 2019[49], ISBN 978-8311-15655-5.
- Melchior Wańkowicz - przypominany,  Wydawnictwo Naukowe Uniwersytetu Mikołaja Kopernika, Toruń 2024, ISBN 978-83-231-5420-4

W Kanadzie  
- Senator Haidasz (1983)[50], ISBN 0-919786-10-3.
- Dreams and Reality Polish Canadian Identities (1984)[25], ISBN 0-9691756-0-4.
- The Roots Are Polish (2004)[51], przedmowa: Bruce Legge, ISBN 0-920517-05-6.
- Senator Stanley Haidasz A Statesman for All Canadians (Montreal 2014, ISBN 978-0-9868851-1-2)[52]

W Stanach Zjednoczonych
- Open Wounds – A Native American Heritage (2009)[53][54], przedmowa: Radoslaw Palonka, ISBN 978-0-9821427-5-2.
- On the Road With Suzy: From Cat to Companion (2010)[55][56], ISBN 978-1-55753-554-2.
- Kaia Heroine of the 1944 Warsaw Rising (2012)[57][58], przedmowa: Bruce E. Johansen, ISBN 978-0-73917-270-4; (2014), ISBN 978-0-7391-9053-1.
- The Polish Experience Through World War II: A Better Day Has Not Come (2013)[59][60], przedmowa: Neal Pease, ISBN 978-0-7391-7819-5; (2015) ISBN 978-1-4985-1083-7.
- Melchior Wańkowicz Poland’s Master of the Written Word (2013)[61][62], przedmowa: Charles S. Kraszewski, ISBN 978-0-7391-7590-3; (2017), ISBN 978-1-4985-5633-0.
- Polish Hero Roman Rodziewicz Fate of a Hubal Soldier in Auschwitz, Buchenwald, and Postwar England (2013)[63][64], przedmowa: Matt DeLaMater, ISBN 978-0-7391-8535-3; (2017), ISBN 978-1-4985-5696-5.
- Ingrid Bergman and Her American Relatives (2013)[65][66], ISBN 978-0-7618-6150-8.
- Love for Family, Friends, and Books (Lanham, MD: Hamilton Books, 2015, ISBN 978076186568-1)[67][68]
- Untold Stories of Polish Heroes from World War II (2018), przedmowa: James S. Pula[69][70].

W Brazylii:
- A ferida aberta da América (Donizela, Curtiba, Brasil  2024), ISBN 978-65-85273-29-9. W języku portugalskim. Tłumaczenie:  Matheus Moreira Pena.

Rozdział książki Kaja od Radosława (tytuł: „Obóz NKWD nr 41 w Ostaszkowie) ukazał się w tłumaczeniu na język ukraiński w miesięczniku „Kyjiw” (11-12, 2018. Tłum.: Teodozja Zariwna). Fragment książki Lepszy dzień nie przyszedł już ukazał się w tłumaczeniu na język ukraiński w piśmie „Wseswit”, Київ/Kyiv, 2020, nr 3–4. Tłum. Valentyna Sobol. Fragmenty książek Ulica Żółwiego Strumienia, Kanada, Kanada... ukazały się w języku niemieckim w antologii (Nordost-Archiv, Lüneburg, Germany /Neue Folge Band VIII/1999, tłum.: Hans-Christian Trepte). Rozdział książki: Otwarta rana Ameryki, tytuł: Smutek rezerwatów ukazał się w tłumaczeniu na język portugalski (A tristeza das reservas) w piśmie akademickim „Latinidade” (11-Numero 2 –Julho-Dezembro 2019). Rio de Janeiro, Brazil. Tłum. Tomasz Łychowski.
Przygotowała wstęp i przypisy m.in. do publikacji Reportaże zagraniczne (1981), Dzieła emigracyjne i Dzieła powojenne Melchiora Wańkowicza (seria 1990–1992), Korespondencja Krystyny i Melchiora Wańkowiczów (1992), Korespondencja Jerzy Giedroyc-Melchior Wańkowicz (2000), King i Królik. Korespondencja Zofii i Melchiora Wańkowiczów, 2 tomy (2004). Melchior Wańkowicz, Czesław Miłosz: Korespondencja: „Twórczość” 1981, nr.10.
Jest redaktorem serii i autorem posłowia pisanego do każdego z 16 tomów serii „Dzieła Melchiora Wańkowicza” rozpoczętej tomem Bitwa o Monte Cassino, a obejmującej niewydane wcześniej tytuły, jak Reportaże z Wołynia i Ziemia za wiele obiecana.
Aleksandra Ziółkowska-Boehm jest autorką scenariusza widowiska muzycznego Drugi Korpus w piosenkach Ref-Rena, zrealizowanego przez Telewizję Polską w 1991 (reż. Barbara Borys-Damięcka). Konsultowała i wystąpiła w filmach dokumentalnych poświęconych Zbigniewowi Brzezińskiemu, Stanleyowi Haidaszowi (reż. Zbigniew Kowalewski), Korczakowi Ziółkowskiemu (TV Filadelfia) i Melchiorowi Wańkowiczowi (reż. Piotr Morawski). Jest autorką wstępu do książki Janusza M. Palucha Wczoraj i dziś. Polacy na Kresach (Kraków 2013, ISBN 978-83-62971-06-0), przedmowy do książki Tomasza Łychowskiego Spojrzenia. Wiersze Wybrane (Rio de Janeiro 2016, ISBN 978-85-7785-491-2) oraz autorką wstępu w formie rozmowy z prof. Stanisławem Sławomirem Nicieją pt. Między nauką a literaturą do XVIII tomu Kresowa Atlantyda. Historia i mitologia miast kresowych (Wydawnictwo Uniwersytetu Opolskiego, 2022. ISBN 978-83-61915-81-2).